# هان دونغ (ممثل)
ولد هان دونغ في 11 نوفمبر 1980 هو ممثل صيني. اشتهر بدوره في مسلسل (Scarlet Heart).

## حياته
ولد هان في منطقة شياوشان، هانغتشو، تشجيانغ، الصين. ذهب إلى جامعة (Central South) وتخصص في الهندسة المدنية. بعد تخرجه من الكلية، دخل مؤسسة هندسية مملوكة للدولة. في العطلة عاد هان دونغ إلى المنزل لمرافقة أصدقائه للمشاركة في اختيار مدرسة للفنون المسرحية. هناك التقى بالمخرج يو شياوقانغ الذي أحضر هان دونغ إلى بكين حيث بدأ حياته المهنية كممثل.

## روابط خارجية
- هان دونغ (ممثل) على موقع IMDb (الإنجليزية)
- هان دونغ (ممثل) على موقع قاعدة بيانات الفيلم (الإنجليزية)